# متحدث تحفيزي

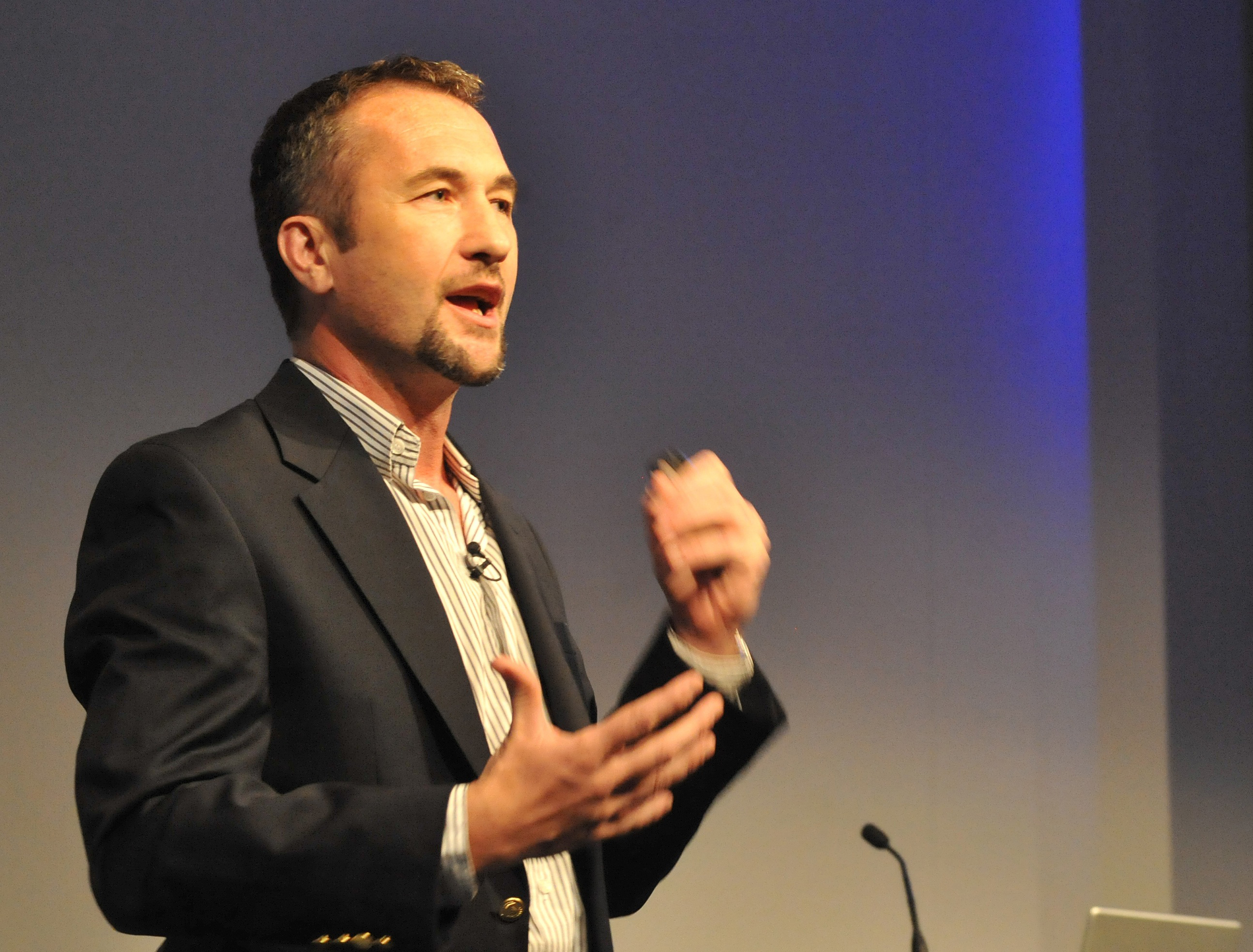

المتحدث التحفيزي (بالإنجليزية: Motivational speaker) وهو المتحدث الذي يلقي خطابات تهدف إلى تحفيز أو إلهام جمهور بالأمل ومعروف أيضا باسم مخاطب تحفيزي أو محاضر تحفيزي. يحاول المتحدثون تحدي وتحويل جماهيرهم إلي حالة أفضل وتقديم لهم الدعم النفسي. الخطاب نفسه معروف شعبيا باسم الحديث الحماسي.

## طرق المتحدث التحفيزي
- يلقَّى دروسًا في فن الخطابة العامة
- يسجل خطاباته لمشاهدة نفسه كما لو كان فردًا من جمهوره.
- العثور على مكان مناسب.
- وضع خطة تسويقية.
- عرض تقديم خدماته في المؤتمرات والحلقات الدراسية.

## اقرأ أيضًا
- إبراهيم الفقي
- بدء الكلام
- الخطابة
- متحدث الرسوم
- التحفيز
- النغمة الرئيسية
- مدرب لايف ستايل Lifestyle guru